# Observatoire national des changements climatiques
L'Observatoire national des changements climatiques (ONACC) au Cameroun, est une structure de collecte et centralisation des données environnementales, sous forme d'indicateurs, pour la biosurveillance (ou bio-monitoring), la surveillance environnementale, la gestion et/ou l'élaboration et l'évaluation des politiques environnementales.

## Historique
Le Président de la République du Cameroun, Paul Biya annonce à l'Organisation des Nations unies, lors de la 13ᵉ Conférence des parties à la Conférence des Nations Unies sur les Changements Climatiques en 2007, la création d’un Observatoire National sur les Changements Climatiques (ONACC) au Cameroun.
L'ONACC est créé par décret n°2009/410 du 10 décembre 2009 et devient opérationnel par les décrets N°2015/512, N°2015/513 du 16 novembre 2015 et N°2016/191 du 11 avril 2016, qui procèdent respectivement à la désignation du Président du Conseil d’Orientation, du Directeur, du Directeur Adjoint et des Membres du Conseil d’Orientation de l’ONACC.

## Administration

### Tutelle
Le décret présidentiel N° 2019/026 du 18 janvier 2019 confère à l’ONACC le statut d’établissement public à caractère scientifique et technique, doté de la personnalité juridique et de l’autonomie financière, placé sous la tutelle technique du Ministère chargé de l’Environnement et sous la tutelle financière du Ministère chargé des Finances avec à sa tête, une Direction Générale. 

### Direction
L'ONACC a à sa tête le Amougou Joseph Armathé qui exerce en tant que Directeur Général. Forghab Patrick Mbomba l'accompagne au poste de Directeur Général Adjoint.
Enoh Peter Ayuk assure la présidence du conseil d'administration.

## Missions
L'ONACC a pour mission de suivre et évaluer les impacts socio-économiques et environnementaux des changements climatiques et proposer des mesures de prévention, d’atténuation et/ou d’adaptation aux effets néfastes et risques liés à ces changements.